# 刈谷市立刈谷特別支援学校
刈谷市立刈谷特別支援学校（かりやしりつ かりやとくべつしえんがっこう）は、愛知県刈谷市にある公立特別支援学校。

## 概要
- 刈谷市立小垣江東小学校に併設されている。校舎は小垣江東小学校校舎のうち北東棟と北西棟をバリアフリー化などの改修を行ったものである。
- 肢体不自由者の児童・生徒を教育対象とする。
- 通学区域は刈谷市、知立市、高浜市である。

## 学部構成
- 小学部
- 中学部
- 高等部

## 沿革
- 2018年（平成30年）4月 - 開校。

## 交通アクセス
- 名古屋鉄道三河線小垣江駅下車、徒歩約20分。
- 刈谷市公共施設連絡バス5系統：小垣江・依佐美線「小垣江東小学校」バス停より徒歩約2分。